# Janseodes aenigmatica
Janseodes aenigmatica là một loài bướm đêm trong họ Noctuidae.